# Sudiți (Ialomița)
Pour les articles homonymes, voir Sudiți.
Sudiți est une commune du județ de Ialomița en Roumanie.